# Hau-Maka
Hau-Maka también llamado Haumaka; sabio, profeta  y consejero real que, en la historia oral o mitología pascuense, tras una visión mística o desdoblamiento, le habría indicado al ariki (rey) Hotu Matu'a la existencia de Isla de Pascua, señalándola como destino al que llevar a su pueblo frente al inminente hundimiento de la tierra natal de los rapanui, en la mítica Hiva. Si el relato tiene cierta base histórica concreta, como creen algunos autores, Hau-Maka o quienes inspiraron su figura habrían vivido en la época del poblamiento de Pascua, hacia el siglo IV.

## Leyenda
La leyenda cuenta que al sabio Hau-Maka se le apareció el dios Make-Make en un sueño, en el cual llevó al espíritu de Hau-Maka a un viaje desde Hiva hacia una desolada Isla, que sería la Isla de Pascua.
En este viaje el espíritu de Hau-Maka se desplazó hacia el este pasando por una serie de islas, hasta alcanzar una octava tierra. El espíritu de Haumaka recorre la Isla identificando un total de 28 sitios con sus nombres. Así, en esta isla encontraría tres islotes frente al Rano Kau (Motu Kao kao - Motu Nui - Motu Iti), y los identificaría como  "Ko ngā Kope Tutu'u Vai a te Ta'anga" (son los muchachos con los pies en el agua de Ta'anga). Luego al subir a la caldera del volcán Rano Kau, lo denominaría "Te Poko Uri a Haumaka o Hiva". El cráter pequeño lo llama "Te Manavai". Luego se dirige a la costa sur buscando una residencia para el Ariki, reconociendo distintos lugares hasta que llega a Rangi Mea Mea (Cielo Rojo), refiriéndose al atardecer en Ovahe. Posteriormente avanzaría al cerro Hau Epa que nombraría como "Maunga Hau Epa", y observaría las arenas blancas de una playa en un lugar que llamaría "Oromanga a Haumaka o Hiva"; considerándolo un sitio apropiado para la residencia del Ariki, y a la bahía inmediata la llama "Hanga Mori A One" (Anakena). Así, tras reconocer otros tantos sitios, nombra a la isla "Te Pito o te Kainga a Haumaka o Hiva".
Así, luego de recorrer la isla, el espíritu de Hau-Maka regresó a su cuerpo que había dejado a Hiva. Posteriormente relataría su visión a su hermano Huatava, y como miembro del linaje real (Ariki Paka), se dirige al Ariki Hotu Matu'a, para contarle su sueño.  Este hecho haría que el Ariki Hotu Matu'a enviara una embarcación con siete expedicionarios, (los dos hijos de Haumaka: Ira y Raparenga; y los cinco hijos de Huatava: Ku’u Ku’u, Ringi Ringi, Nonoma, U’ure y Mako’i); expedición que produciría la posterior llegada del Ariki Hotu Matu'a a la Isla de Pascua; y con ello el poblamiento de esta isla.